# Cantó de Reims-6
El cantó de Reims-6 és un cantó francès del departament del Marne, situat al districte de Reims. Compta amb part del municipi de Reims.

## Municipis
- Reims (part)

## Història
| Data d'elecció                           | Identitat        | Partit                     | Qualitat |
| ---------------------------------------- | ---------------- | -------------------------- | -------- |
| 1973-19793                               | M. Quenel        | PS                         |          |
| 1979-1998                                | Richard Foy      | UDR, després RPR           |          |
| 1998-2004                                | Gabrielle Nguyen | Divers droite, després RPR |          |
| 2004-2011                                | Francis Hénon    | PS                         |          |
| 2011-                                    | Arnaud Robinet   | UMP                        |          |
| les dades anteriors no són pas conegudes |                  |                            |          |
|                                          |                  |                            |          |